# بلاتون (السيارة)

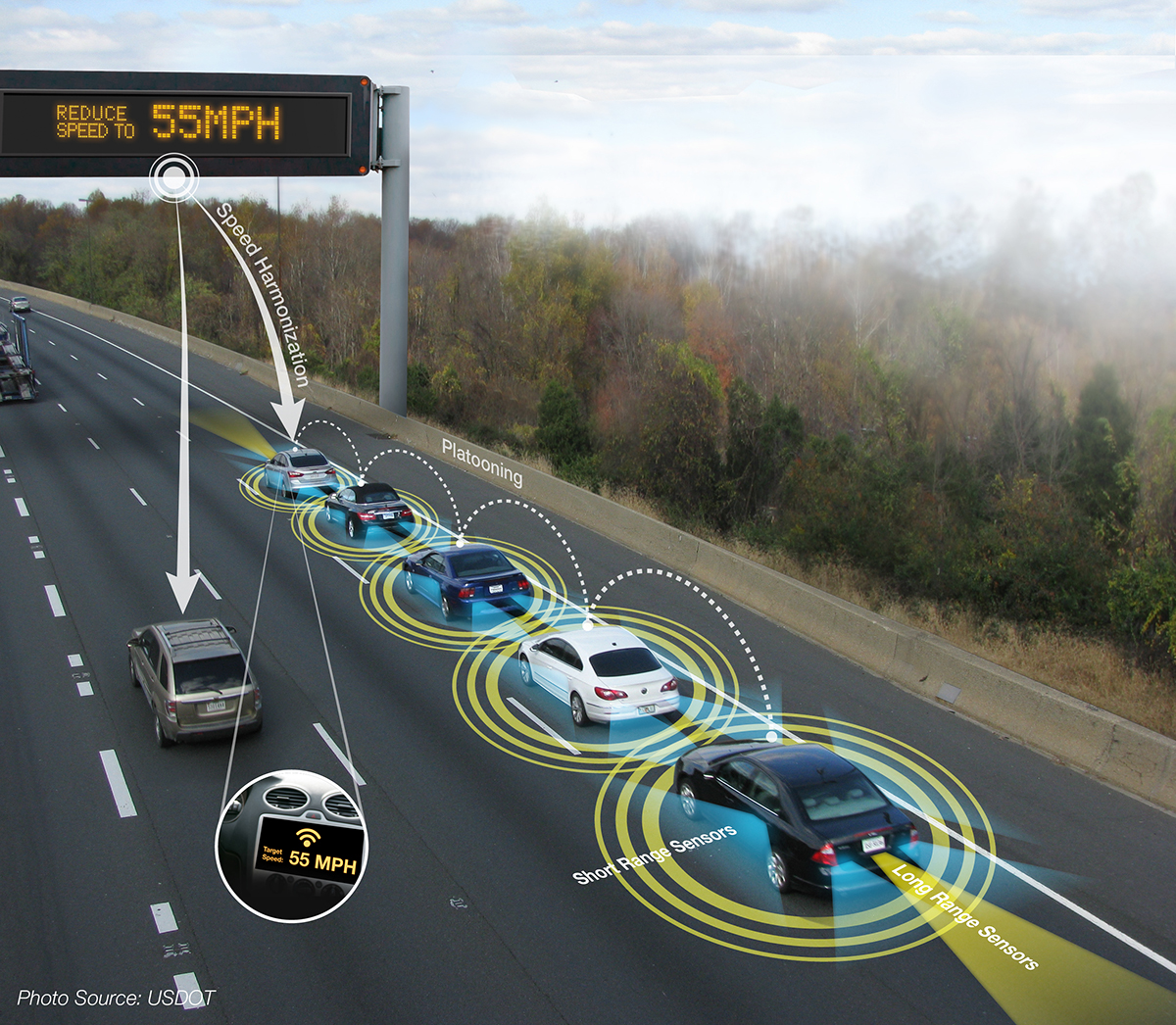

في وسائل النقل، توجد طريقة لقيادة مجموعة من السيارات معا وهي ما تسمى بالفصيلة أو التدفق. هذه الطريقة وجدت بهدف زيادة سعة طريق عبر نظام الطرق السريعة الالية
.
طريقة الفصيلة تقلل المسافة بين السيارات أو الشاحنات عن طريق طرق إلكترونية أو ميكانيكية، ستسمح هذه القدرة للعديد من السيارات أو الشاحنات بالتسارع أو التوقف في آن واحد، هذا النظام أيضا يسمح بتحقيق طريق رئيسي اقرب (وهي المسافة بين المركبات في نظام العبور يتم قياسها بالزمن أو المكان) حيث تقضي على مسافة التفاعل(مسافة الكبح) الازمة للتفاعل البشري.
قدرة الفصيلة قد تتطلب سيارة حديثة أو شيئا يمكن تعديله (التعديل التحديثي)، أيضا قد يحتاج السائق في المقدمة إلى مجموعة المهارات الجديدة أو رخصة جديدة لاتقان هذه الخاصية.
السيارات الحديثة التي تحتوي أو تستخدم ذكاء اصطناعي يمكنها الانضمام أو مغادرة الفصيلة تلقائيا. نظام الطرق السريعة الالي هو اقتراح لاحد الانظمة حيث تنظم السيارات نفسها في فصيلة من 8 إلى 25 سيارة.

## إبجابيات محتملة
- ازدحام (تكدس مروري) اقل
- احتمالية توفير أكبر للوقود (استهلاك الوقود بالتنكة)بسب تقليل مقاومة الهواء وتقليل الحاجة للتسارع أو التباطؤ والتوقف لمحافظة على حركة المرور.
- تنقلات أقصر بكثير خلال اوقات الذروة.
- حوادث اصطدام اقل.
- اثناء الرحلات الطويلة، معظم السيارات تكون غير مراقبة في الغالب وذلك لانها في وضعبة المتابعة.

## سلبيات محتملة
- السائق قد يشعر بانه غير متحكم ذلاك لان السيارة تحت قيادة نظام الي أو تحت قيادة السيارة القائد في الفصيلة.[2][3][4][5]
- فشل بعض انظمة المرور ذلك لانها تعرضت لاختراق من قبل جهاز كمبيوتر عن بعد مما ادى إلى وضع خطير.
- قد يكون السائق في اقل انتباها من الطبيعي وقد لا يتمكن لاستجابة السريعة عند فشل البرامج أو الاجهزة.

## روابط الخارجية
- Fleet Test and Evaluation Project – Truck Platooning Testing (National Renewable Energy Laboratory)
- Roadtrains.org
- Vehicle Platooning and Automated Highways Description of the San Diego experiment.
- Underground Automated Highway Systems Forecast for the future of urban transportation.
- Safe Road Trains for the Enivironment (SARTRE)
- Simulation of Cooperative Automated Driving by Bidirectional Coupling of Vehicle and Network Simulators: An example of platooning simulation in Webots done in the context of the AutoNet2030 European project.

الفيديوهات
- 1997 demo of autonomous cars platooning on I-5 San Diego, California (NAHSC)
- 2011 SARTRE Project demo, Gothenburg, Sweden (a lead truck with a single following car)
- 2012 SARTRE Project demo, Barcelona, Spain (a lead truck followed by three cars driven entirely autonomously)
- https://en.wikipedia.org/wiki/Platoon_(automobile)